# Zsuzsa Szabó
Zsuzsa Nagy-Szabó, madžarska atletinja, * 16. januar 1940, Pécs, Madžarska.
Nastopila je na poletnih olimpijskih igrah leta 1964 ter osvojila četrto mesto v teku na 800 m. Na evropskih prvenstvih je v isti disciplini osvojila srebrno medaljo leta 1966, na evropskih dvoranskih prvenstvih pa naslov prvakinje istega leta.